# Женщина, не стоящая внимания
«Женщина, не стоящая внимания» (англ. A Woman of No Importance) — пьеса ирландского драматурга Оскара Уайльда, где он также высмеивает британскую знать. Премьера произведения состоялась 19 апреля 1893 в театре Хеймаркет.

## Первая постановка
После успеха произведения «Веер леди Уиндермир» в театре Сент-Джеймс, Герберт Бирбом Три, актёр-менеджер театра Хеймаркет, попросил Оскара Уайльда написать пьесу для него. Сначала Уайльд не хотел, поскольку Три играл бы персонажа, каким его Уайльд не видел: драматург писал, что лорд Илингворт — это он сам.
Однако Три не поступался, поэтому Уайльд написал пьесу, находясь на ферме недалеко от села Фелбригг, Норфолк, с лордом Альфредом Дугласом, тогда как его жена и сыновья остались в Баббаком-Клифф у Торки. Репетиции начались в марте 1893. Три наслаждался ролью Лорда Илингворта и продолжал играть его за пределами театра, на что Уайльд заметил, что «каждый день Герберт становится de plus en plus oscarisé» («всё больше и больше оскаризованным»).
Премьера состоялась 19 апреля 1893. Первое представление было очень успешным, хотя Уайльда освистывали за строку «Англия лежит как прокаженный в пурпуре» (англ. England lies like a leper in purple), которая позже была удалена. Принц Уэльский посетил второй спектакль и сказал Уайльду не менять ни строчки. Пьесу также поставили в Нью-Йорке и планировались гастроли, но тур отменили, когда Уайльда арестовали и обвинили в непристойном поведении и содомии, вследствие его конфликта с маркизом Квинсберри через отношения Уайльда с сыном маркиза, лордом Альфредом Дугласом.

## Персонажи
- Лорд Иллингворт[2] (Lord Illingworth)
- Миссис Арбетнот (Mrs. Arbuthnot)
- Джеральд Арбетнот (Gerald Arbuthnot)
- Миссис Оллонби (Mrs. Allonby)
- Мисс Эстер Ворсли (Miss Hester Worsley)
- Леди Джейн Ганстантон (Jane, Lady Hunstanton)
- Леди Каролайе Понтефракт (Lady Caroline Pontefract)
- Архидиакон Добени (Archdeacon Daubeny)
- Леди Статфилд (Lady Stutfield)
- Мистер Келвил (Mr. Kelvil, MP)
- Лорд Альфред Раффорд (Lord Alfred Rufford)
- Сэр Джон Погтнфрак (Sir John Pontefract)
- Фаркуар, управляющий (Farquhar)
- Фрэнсис, лакей (Francis)
- Алиса, служанка (Alice)

## Сюжет
Действие пьесы происходит в настоящем (то есть 1893). Леди Джейн Ганстантон принимает в своём имении гостей, среди которых есть и лорд Илингворт. Он флиртует с миссис Оллонби, которая замужем, но на приёме без мужа. Илингворту в руки попадает письмо и почерк кажется ему знакомым, но он не придаёт этому значения, ведь это была «женщина, не стоящая внимания». Позже леди Джейн также приглашает миссис Арбетнот, сына которой лорд Илингворт решил взять своим секретарем. Миссис Арбетнот узнаёт в лорде своего возлюбленного, который соблазнил ее, но так и не женился на ней, хоть и обещал, даже когда она забеременела. И тогда она сама ушла от него. С тех пор она все время притворялась вдовой, чтобы её сын не подвергся остракизму. Сын не знает о её стыде, и она не хочет, чтобы он узнал, но также не хочет, чтобы он работал на своего отца. Она любит своего сына, но считает себя грешной и не хочет, чтобы через этот грех от сына отвернулось общество.

## Темы и идеи

### Деньги
В пьесе «Женщина, не стоящая внимания» деньги представлены как неограниченный ресурс, поскольку большинство персонажей принадлежат к аристократии и живут за состояние, которое приобрели их предки. Это противопоставляет их миссис Арбетнот, которая должна была бороться всю жизнь, чтобы поставить на ноги себя и своего сына Джеральда. Они олицетворяют собой остальное население викторианской Британии, которое тяжело работало, в отличие от знати.

### Невиновность
Эта тема представлена в роли Эстер — американской девушки, которой чужды представления британской аристократии и их мораль и этикет. Она воплощает в себе новую женщину из нового мира. Эстер считает, что другие слишком быстро готовы оценивать других и слишком матералистичны. Уайльд иронизирует над слепым идеализмом Эстер, которая не готова прощать и принимать ошибки людей.

## Критика
«Женщина, не стоящая внимания» описывалась как «слабая из пьес Уайльда, написанная в девяностых годах». Многие критики отмечают, что первые полтора акта являются фоном для остроумных бесед представителей высшего класса, а сама драма начинается только во второй половине второго акта, когда открывается прошлое лорда Иллингворта и миссис Арбетнот.
Как и во многих других пьесах Уайльда, главной темой является секреты высшего класса: лорд Иллингворт обнаруживает, что молодой человек, которого он нанял секретарем, на самом деле является его внебрачным сыном, ситуация, аналогичная центральному сюжету «Веер леди Уиндермир». Секреты будут также влиять на персонажей «Как важно быть серьезным». В одной сцене лорд Иллингворт и миссис Оллонби (мужа которой зовут Эрнест) сходятся в том, что: "Каждая женщина становятся похожей на свою мать. В этом её трагедия". - «Но ни один мужчина такого не делает. В этом его трагедия». Алджернона сделает то же самое замечание в «Как важно быть серьезным».

## Экранизации
- В 1921 вышел фильм режиссёра Денисон Клифт. В 1936 году фильм снял немецкий режиссер Ханс Штайнхоф. В 1945 фильм сняли в Аргентине.
- В 1991 BBC Radio показало адаптацию с Дайаной Ригг и Мартином Харвисом.